# Ranzuki
『Ranzuki』（ランズキ）は、ぶんか社が発行していた女性向けファッション雑誌。ギャル系のファッションを紹介していた。1998年、『ランキング大好き』の誌名で創刊。2000年7月22日に誌名を『Ranzuki』と改めた。2013年12月号より新装刊となり、ロゴデザイン、モデル、企画内容など大幅にリニューアルした。2021年からYouTubeチャンネルとして復活した。

## 概要
同社発行の白肌ギャル雑誌『Vanilla girl』創刊と同時に、もともと白肌だったり、創刊を機に白肌になったモデルが移籍したりしたことから、本誌は対照的に黒肌ギャル向けの雑誌として力を入れるようになった。2008年12月号で、創刊通算100号を迎えた。専属モデルは「R's」と呼ばれ、加入時からあだ名が付けられる。2013年12月号のリニューアルにより、大幅な路線変更が図られた。新しい誌面のテーマは「クラス1かわいくてオシャレなJKになれる」。
2016年10月号をもって休刊。
2021年4月にYouTubeチャンネルとして復活した。
2024年5月31日にもって休刊。

## 休刊時在籍モデル（カッコ内は愛称）
- 原野愛弓（あいみぃ）
- 前川琳菜（りなち）
- 大和屋穂香（ほのちぃ）
- 松永有紗（あり）
- 大木玲奈（れーいん）
- SAKURA（サクラ）
- 和田優香（ゆーか）
- 花音（すずみん）
- 山崎カノン（かのん）
- 杉本咲貴（さぁぽぽ）
- 新田湖子（ここたん）

### 過去に在籍したモデル
- 安部ニコル
- 吉木千沙都
- 津覇貴実
- 川端千明 (河端千明)
- 田母神智子
- 井伊美咲
- 坂下由真
- 平野いえな
- 小田切恵子
- 日高美紀
- 日高優希
- 山田麻友美
- 関多美子
- 吉岡なな
- 城之内千晶
- 古橋玲奈
- 桜沢真由
- 山中佑美
- 国枝洋子
- 中山芹香
- 間宮梨花
- 羽太七海乃
- 峯村優衣
- 鈴木あや
- 金子じゃねん
- 斉藤夏海
- 小池真友
- 伊郷レナ
- 浜崎芹子

※石川晶子
- 岸本真帆
- 鎌田安里紗
- 田中芽衣
- 高橋美紅
- 岩本紗也加
- 同社発行の雑誌Vanilla girlに移籍
  - 原明日香
  - 鈴木那奈
  - 門馬あかね
  - 津覇雅実
- 姉妹誌JELLYに移籍
  - 森摩耶
  - 荒井奈緒美
  - 山本優希
  - 宮城舞
  - 階上実穂
  - 安井レイ
  - 武田あやな

## YouTubeチャンネル時代在籍モデル
女子
- 坂本瑞帆
- まいきち
- 山本姫香
- じゅんな
- ゆうな
- みちゅん
- 原藍梨
- 早河ルカ
- 皆藤悠柚
- 能登谷このん
- 東原優希
- 谷浦由彗子

男子
- 暁月茶葉
- 大西大夢

## 主な掲載ブランド
渋谷109で取り扱っているブランドが載ることが多い。
- ALBA ROSA
- CECIL McBEE
- BLUE MOON BLUE
- COCOLULU
- GILFY
- JSG
- LIP SERVICE
- majorena
- me Jane
- one*way
- TIARA

## 類似カテゴリの雑誌
- egg
- Fine
- JELLY
- Vanillagirl
- Popteen